# Чичир
Цицир (рум. Cicir) је насеље у општини Владимиреску, жупанија Арад, Кришана, у Румунији.

## Положај
Цицир се налази на државном путу Арад-Букурешт. Смештен је у равници, на десној обали реке Мориша.

## Историја
Чичир се први пут јавља у документима 1552. године.
Године 1702-1703. дошло је до премештања граничарских јединица састављених од Срба из околине Будима и Острогона. Дошли су на нову границу, реке Тису и Мориш. Било је у то време у насељу 14 српских домова. Записани су у месту граничарски официри Ђура Јосић и хаднађ (поручник) Гаврило Симкић. Ту је 1735. године командовао капетан Георгије. На протесном збору у Надлаку децембра 1750. године учествовао је депутирац из места - шанца, Михаило Маричић. Као и и током појединачног изјашњавања граничара почетком новембра 1750. године, нико се није определио у месту за провинцијал. За војнички статус одлучили су се месни официри: капетан Ђура Јосић и хаднађ Гаврило Симкић. Место се помиње 1751. године у вези неминовног исељавања месних Срба у Русију. 
У Чичиру је постојала црква, изграђена 1702. године, која је по пресељењу на нову локацију остала ван насеља. Средином 18. века саграђена још једна црква али брвнара која је била посвећена Св. великомуеченику Георгију. По народном предању то пресељење се догодило око 1823. године, због честих изливања реке Мориша. Године 1854. подигнута је садашња црква саграђена од цигле, а иконостас (осликан 1783) купило је село 1930. године од цркве у Шајтину.
По државном шематизму православног клира у Угарској из 1846. године у месту "Csicsir" је било 882 становника. Све црквене матице се воде од 1802. године. Парох је поп Петар Петровић којем помаже капелан поп Димитрије Видулов. У вероисповену школу иде 23 ђака којима предаје Грегор Петровић учитељ.